# Bahnhof Treuchtlingen
Bahnhof Treuchtlingen vasútállomás Németországban, Treuchtlingen tartományban. A német vasútállomás-kategóriák közül a harmadik csoportba tartozik.

## Vasútvonalak
Az állomást az alábbi vasútvonalak érintik:
- Donauwörth–Treuchtlingen railway
- Treuchtlingen–Nürnberg nagysebességű vasútvonal
- München–Treuchtlingen-vasútvonal
- Treuchtlingen–Würzburg-vasútvonal

## Forgalom

### Regionális
| Járat / Zuggattung | VGN-vonal | Útvonal | Gyakoriság                |
| ------------------ | --------- | --- | ------------------------- |
| RE                 | R64       | Fugger-Express: München – Mering – Augsburg – Donauwörth – Treuchtlingen                                                                        | 120 percenként            |
| RE                 | R6        | Allgäu-Franken-Express: Lindau – Hergatz / Oberstdorf – Immenstadt – Kempten (Allgäu) – Buchloe – Augsburg – Treuchtlingen – Nürnberg           | egy vonatpár              |
| RE                 | R6        | Treuchtlingen – Pleinfeld – Nürnberg | 60 percenként csúcsidőben |
| RE                 | R6        | Augsburg – Donauwörth – Treuchtlingen – Nürnberg                                                                                                | 120 percenként            |
| RB                 | R6 R63    | München – Ingolstadt – Eichstätt Bahnhof – Treuchtlingen (– Nürnberg)                                                                           | 60 percenként             |
| RB                 | R8        | Mainfrankenbahn: (Gemünden (Main) – Karlstadt (Main) –) Würzburg – Steinach (b Rothenburg o.d. Tauber) – Ansbach – Gunzenhausen – Treuchtlingen | 60 percenként             |

### Távolsági
| Járat  | Útvonal | Útvonal | Gyakoriság       |
| ------ | --- | --- | ---------------- |
| ICE 25 | Hamburg-Altona / Bréma – Hannover – Göttingen – Kassel-Wilhelmshöhe – Würzburg – Treuchtlingen – Augsburg – München | Hamburg-Altona / Bréma – Hannover – Göttingen – Kassel-Wilhelmshöhe – Würzburg – Treuchtlingen – Augsburg – München | bizonyos vonatok |
| ICE 28 | Berlin – Leipzig – Jena Paradies – Nürnberg – Treuchtlingen – Augsburg – München                                    | Berlin – Leipzig – Jena Paradies – Nürnberg – Treuchtlingen – Augsburg – München                                    | bizonyos vonatok |
| IC 26  | Hamburg-Altona – Hamburg Hbf – Hannover – Göttingen – Kassel-Wilhelmshöhe – Würzburg – Treuchtlingen – Augsburg –   | München Hbf | egy vonatpár     |
| IC 26  | Hamburg-Altona – Hamburg Hbf – Hannover – Göttingen – Kassel-Wilhelmshöhe – Würzburg – Treuchtlingen – Augsburg –   | München Ost – Berchtesgaden                                                                                         | egy vonatpár     |
| IC 26  | Hamburg-Altona – Hamburg Hbf – Hannover – Göttingen – Kassel-Wilhelmshöhe – Würzburg – Treuchtlingen – Augsburg –   | Oberstdorf | egy vonatpár     |
| IC 28  | Nürnberg – Treuchtlingen – Augsburg – München                                                                       | Nürnberg – Treuchtlingen – Augsburg – München                                                                       | egy vonatpár     |

## Kapcsolódó állomások
A vasútállomáshoz az alábbi állomások vannak a legközelebb:
- Gunzenhausen
- Otting-Weilheim
- Pappenheim
- Weißenburg (Bay)